# Nataliya Nikolaychyk
Nataliya Nikolaychyk (Rivne, 13 de setembro de 1986) é uma judoca paralímpica ucraniana. Fez parte do comitê ucraniano em três edições dos Jogos Paralímpicos, em 2012, 2020 e 2024.

## Biografia
Nataliya nasceu da cidade de Rivne em 1986. Portadora de deficiência visual, integra a equipe de judô paralímpico da Ucrânia. Integrou a delegação ucraniana nos Jogos Paralímpicos de Verão de 2012, realizado em Londres na Inglaterra. Em sua categoria [en], dividiu a medalha de bronze com a judoca brasileira Michele Ferreira [en].
No Campeonato Europeu de Judô IBSA 2015 [en], realizado na cidade de Odivelas em Portugal, conquistou a medalha de ouro no evento feminino de 52 kg. Na mesma temporada, nos Jogos Europeus de 2015, que ocorreu em Bacu no Azerbaijão conseguiu o bronze na categoria de até 57 quilos, dividindo o pódio com a alemã  Ramona Brussig.
Nos Jogos Paralímpicos de Verão de 2020, sediado em Tóquio, no Japão, conquistou a medalha de bronze na categoria de até 52 quilos [en], dividindo medalha com a russa Alesia Stepaniuk [en].
Em 2023, nos Jogos Paralímpicos Europeus [en] de 2023 [en] que aconteceu em Roterdã nos Países Baixos. Na categoria de até 48 quilos, conquistou o ouro após superar a turca Ecem Taşın [en].
Na sua terceira participação em jogos paralímpicos, em 2024, em Paris, capital da França, conquistou a medalha de ouro em até 48 quilos.